# Bart Claessen
Bart Claessen es un DJ neerlandés de música dance, nacido el 22 de enero de 1980. Es conocido por sus singles On The Move e Infected  (ambos lanzados en 2001 bajo el alias Barthezz) los cuales ingresaron en el top 25 del Reino Unido. También ha realizado producciones bajo el pseudónimo, Stereoshaker. Actualmente produce bajo su nombre real, cuyos títulos reconocidos incluyen "First Light" (2007) y "Catch Me (Playmo)" (2008).

## Discografía

### Sencillos
- 2000: «On the Move» (como Barthezz)
- 2001: «Infected» (como Barthezz)
- 2003: «Rock & Roll» (como Stereoshaker)
- 2004: «Persona Non Grata»
- 2004: «Playmo»
- 2006: «When Morning Comes»
- 2007: «First Light» (con Simon Binkenborn)
- 2008: «Catch Me»
- 2008: «Catch Me (Playmo)»
- 2008: «Madness» (con Dave Schiemann)
- 2010: «90 Nights Of Summer / Elf»
- 2010: «Hartseer»
- 2010: «If I Could» (Susana & Bart Claessen)
- 2011: «The Man Who Knew Too Much» (Claessen & Martens)
- 2011: «El Dorado» (Claessen & Martens)
- 2011: «Fantomah»
- 2012: «King of Kongs»
- 2013: «Showtime»
- 2013: «Rubicon» (con Raz Nitzan)
- 2013: «Sellout»
- 2013: «Chimaera»
- 2013: «Machiavelli» (con Sir Adrian)
- 2014: «Picking Up the Pieces» (con Sir Adrian feat. Sarah Russell)
- 2014: «How I Roll»
- 2014: «Donk»
- 2014: «Live In Pyongyang»
- 2014: «E.T. Astronaut»
- 2015: «Fonky Flanger»
- 2015: «Filtrissimo»
- 2015: «Air»
- 2015: «Still I Feel» (con Maria Nayler)
- 2015: «Make It Happen» (con Billy The Kit feat. Maxine)
- 2016: «T.I.N.A (There Is No Alternative)»
- 2017: «I Am The Light»

### Remixes
Lista seleccionada
- 2001: DJ Jean – Lift Me Up (Barthezz Uplifting Remix)
- 2001: System F feat. Marc Almond – Soul On Soul (Barthezz Remix)
- 2006: Chocolate Puma – Always and Forever (Bart Claessen Remix)
- 2006: Signalrunners – Aria Epica (Bart Claessen Remix)
- 2006: Public Domain feat. Lucia Holm – I Feel Love (Bart Claessen Remix)
- 2006: Remo-con – Cold Front (Bart Claessen Mix)
- 2008: Riva vs. Bart Claessen – Stringer (Bart Claessen 08 Tek Bootleg)
- 2009: Riva feat. Dannii Minogue – Who Do You Love Now? (Stringer) (Bart Claessen Remix)
- 2010: Meck feat. Dino – Feels Like a Prayer (Bart Claessen Remix)
- 2010: Tiësto feat. BT – Love Comes Again (Bart Claessen Remix)
- 2011: Above & Beyond feat. Richard Bedford – Sun & Moon (Bart Claessen's Lost Dub)
- 2012: Allure – I Am (Bart Claessen Remix)
- 2015: Cosmic Gate with Jerome Isma-Ae – Telefunken (Bart Claessen Remix)
- 2015: GTA feat. Sam Bruno – Red Lips (Bart Claessen Remix)

### IDs
- 2017: «ID (Nuke)» (con Blasterjaxx) (track cancelado)